# Anton Szendrik
Anton Serhijowycz Szendrik, ukr. Антон Сергійович Шендрік (ur. 26 maja 1986) – ukraiński piłkarz, grający na pozycji obrońcy.

## Kariera piłkarska

### Kariera klubowa
Wychowanek klubu Tawrija Symferopol, barwy którego bronił w juniorskich mistrzostwach Ukrainy (DJuFL). W 2004 rozpoczął karierę piłkarską w drużynie rezerw Tawrii. W sezonie 2005/06 bronił barw klubu Jałos Jałta. Po tym jak klub został rozformowany przeniósł się do Chimika Krasnoperekopsk. Potem występował w Stali Dnieprodzierżyńsk. Zimą 2008 przeszedł do Wołyni Łuck, ale nie zagrał żadnego meczu i w maju 2008 grał w amatorskim zespole Chornomornaftohaz Symferopol. Latem 2008 został piłkarzem IhroSerwisu Symferopol. Na początku 2009 przeszedł do Zakarpattia Użhorod, w składzie którego 26 lipca 2009 roku debiutował w Premier-lidze w meczu z Worskłą Połtawa (1:3) i strzelił pierwszego gola w zakarpackiej drużynie w sezonie. We wrześniu 2009 został przyłapany na dopingu. Został na miesiąc zdyskwalifikowany. 5 lipca 2011 podpisał kontrakt z Obołonią Kijów. W lipcu 2012 zasilił skład FK Ołeksandrija. 9 września 2017 z powodu przedłużającej rehabilitacji po kontuzji został skreślony z listy piłkarzy klubu. 12 kwietnia 2018 po odzyskaniu zdrowia ponownie został wpisany na listę piłkarzy FK Ołeksandrija.

## Sukcesy i odznaczenia

### Sukcesy klubowe
- mistrz Pierwszej lihi Ukrainy: 2009